# Whitechapel (London)
Whitechapel egy London Tower Hamlets kerületében kiépült belvárosi terület. Nyugatról a Bishopsgate, északról a Fashion Street, keletről a Brady Street és a Cavell Street, délről pedig az autópálya határolja. Lakossága különböző nemzetiségű, jellemzően brit bangladesi.

## Története

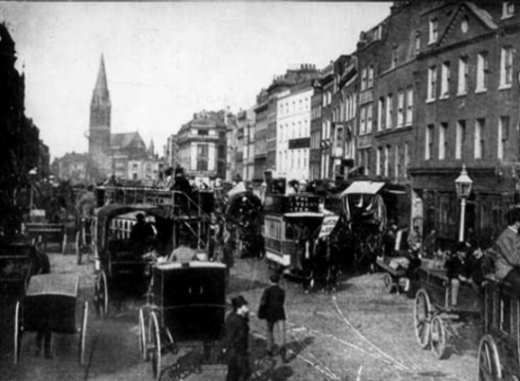
Whitechapel 1905-ben

Whitechapel egy kis Máriának szentelt kápolna után kapta nevét. Első ismert plébánosa Hugh de Fulbourne volt 1329-ben. 1338 körül a kápolna Whitechapel plébániatemploma lett, melyet ismeretlen okokból St Mary Matfelonnak hívtak. A második világháborúban a templom elpusztult. Területe és temetője ma egy nyilvános kert.
A Whitechapel High Street és Whitechapel Road ma az A11-es út részei, melyek az ősi római út részei voltak London és Colchester között. Későbbi időkben az utazók Londonba menet és onnan jövet számos fogadóban szállhattak meg, melyek a Whitechapel High Streeten álltak.
A 16. század végére Whitechapel külvárosa és környező területek London másik felévé váltak. A városfalakon kívül és a közigazgatáson túl a város kevésbé vonzó ágazatok működtek, főként  cserzőműhelyek, kocsmák, öntőműhelyek és vágóhidak. 1680-ban Ralph Davenant plébános örökül hagyta 40 fiú és 30 lány nevelését az egyházközségre. A Davenant Centre napjainkban is működik, bár a Davenant Alapítványi Iskola átköltözött Whitechapelből Loughtonba 1966-ban.
A lakosság a mezőgazdasági területekről Londonba vándorolt a 17. századtól a 19. század közepéig, ezáltal nagy számú szegénységben élő ember települt át az ipari és kereskedelmi területekre.
1840-re Whitechapel és körülötte Wapping, Aldgate, Bethnal Green, Mile End, Limehouse, Bow, Bromley-by-Bow, Poplar, Shadwell és Stepney - melyeket együttesen ma East Endnek neveznek - visszafejlődött a klasszikus dickensi Londonná, annak szegénységével, túlzsúfoltságával. A Whitechapel Road a kis, sötét utcák negyedévé vált, melyekben a legnagyobb szenvedés, erkölcstelenség és veszély lakozott.
A viktoriánus korban a szegény angol város törzsnépességét bevándorlók duzzasztották fel, főként írek és zsidók. A szegénység számos nőt kényszerített prostitúcióra. 1888 októberében a Metropolitan Rendőrség becslése szerint nagyjából 62 bordélyházban 1200 prostituált lakott Whitechapelben. Közülük több is áldozta lett az 1888 és 1891 között elkövetett whitechapeli gyilkosságoknak, melyek némelyikének elkövetését Hasfelmetsző Jacknek tulajdonították. A támadások rettegést okoztak a kerületben és országszerte, és a társadalmi reformok szükségességére hívta fel a figyelmet, de a gyilkosságok rejtélye napjainkig sem tisztázódtak.
Whitechapel a 20. század első feléig szegény negyed maradt, bár kevésbé reménytelen helyzetben, mint azelőtt. A második világháború idején komoly pusztítást okoztak a negyedben a bombázások és német támadások. Azóta a városrésznek nincs további jelentős nevezetessége.